# Chiva
Chiva (em castelhano e oficialmente) ou Xiva (em valenciano) é um município da Espanha na província de Valência, Comunidade Valenciana. Tem 178,7 km² de área e em 2021 tinha 15 769 habitantes (densidade: 88,2 hab./km²).

## Demografia
| Variação demográfica do município entre 1991 e 2004 | Variação demográfica do município entre 1991 e 2004 | Variação demográfica do município entre 1991 e 2004 | Variação demográfica do município entre 1991 e 2004 |
| --------------------------------------------------- | --------------------------------------------------- | --------------------------------------------------- | --------------------------------------------------- |
| 1991                                                | 1996                                                | 2001                                                | 2004                                                |
| 7481                                                | 8794                                                | 10577                                               | 11386                                               |